# Krasnojilśk
Krasnojilśk (ukr. Красноїльськ) – osiedle typu miejskiego na Ukrainie w rejonie storożynieckim obwodu czerniowieckiego.

## Historia
Osiedle typu miejskiego od 1968 roku.
W 1989 liczyło 7817 mieszkańców.
W 2013 liczyło 9950 mieszkańców.